# Louis Sachar

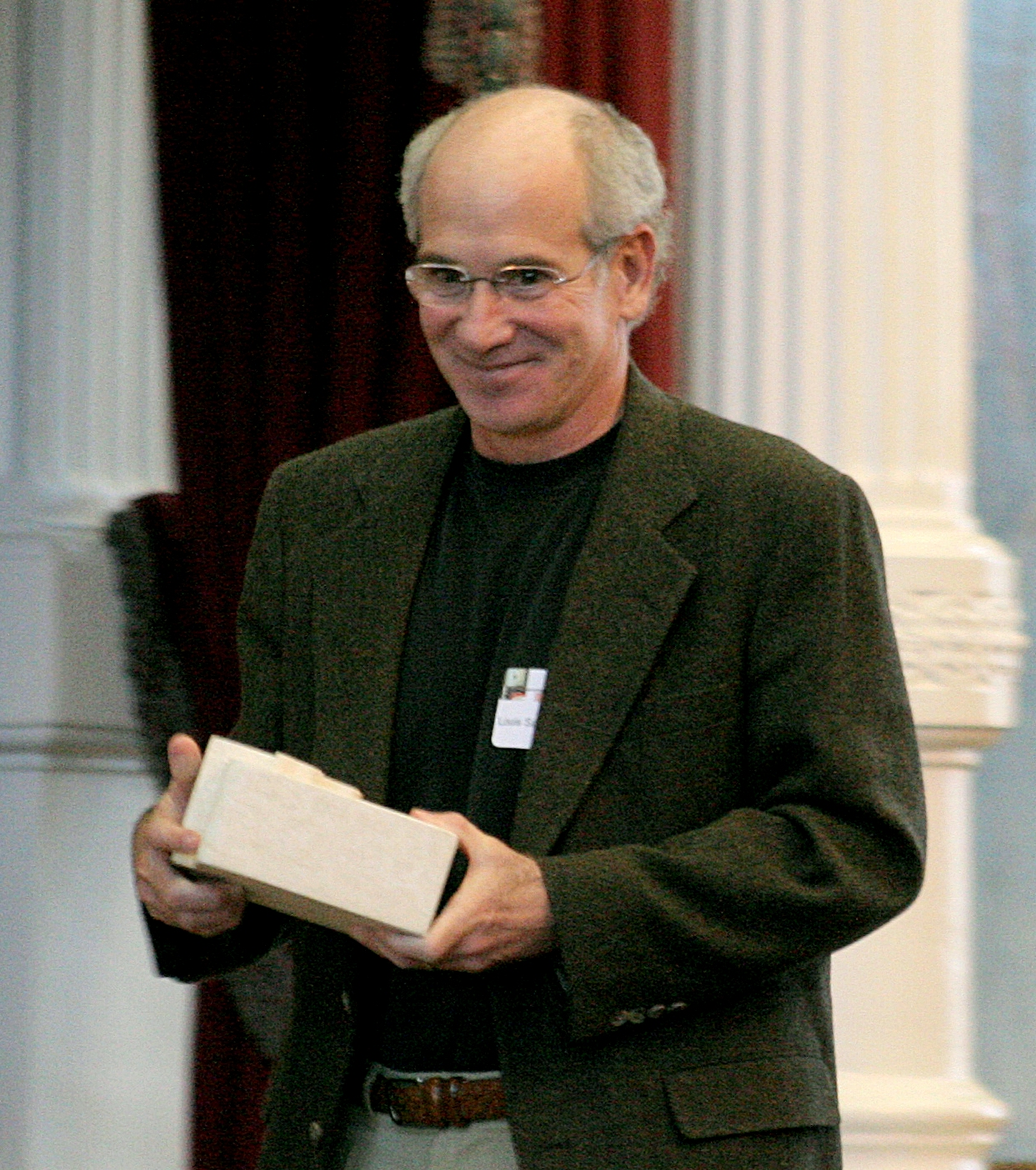
Louis Sachar 2006

Louis Sachar [ˈsækɚ] (* 20. März 1954 in East Meadow, New York) ist ein US-amerikanischer Kinderbuchautor.

## Leben
Louis Sachar wurde am 20. März 1954 in der Stadt East Meadow im Staat New York geboren und zog mit seinen Eltern nach Tustin, Kalifornien, als er neun Jahre alt war. Bereits frühzeitig zeigte er Interesse an verschiedener Literatur. Nach der Highschool ging er an das Antioch College im Bundesstaat Ohio, an welchem er Wirtschaftswissenschaften und Jura studierte. Der Tod seines Vaters führte schließlich zum Abbruch seines ersten Studienganges. Er zog zurück zu seiner Mutter und arbeitete als Vertreter für Reinigungsartikel. 
Nach einiger Zeit wechselte Sachar an die Universität in Berkeley, Kalifornien, und studierte dort ebenfalls Wirtschaftswissenschaften. Nebenbei arbeitete er als Hilfslehrer in einer dritten Klasse und übernahm dabei die Nachmittagsaufsicht an der Hillside-Grundschule. Dort erhielt er den Spitznamen »Louis the Yard Teacher« (dt. Louis, der Hoflehrer).
Im Jahr 1976 erlangte Sachar seinen ersten Studienabschluss und begann damit, Kinderbücher zu schreiben. In seinem ersten Buch »Sideways Stories From Wayside School« verarbeitete er seine Erfahrungen als Grundschullehrer und Hofaufsicht. Die darin auftretenden Personen wurden realen Schülern nachempfunden. Die Schreibdauer betrug lediglich neun bis zehn Monate.
In der Folgezeit arbeitete Sachar tagsüber als Mitarbeiter in einem Pulloverlager in Connecticut, abends als Schriftsteller für Kinderbücher. Sein bereits genanntes Erstlingswerk wurde im Jahr 1978 erstmals veröffentlicht. Zu gleicher Zeit studierte er Jura am Hastings College in San Francisco und bestand im Jahr 1980 die Anwaltsprüfung. Zwischen 1980 und 1988 arbeitete er als Rechtsanwalt und schrieb nebenher weiterhin Kinder- und Jugendromane. Ab 1989 verdiente er damit ausreichend Geld, um seine Tätigkeit als Anwalt einzustellen.
Mittlerweile hat er mehr als 20 Bücher geschrieben und das Schreiben wurde zu seinem Hauptberuf. Sein Buch „Holes“ (1998) wurde in den USA mit renommierten Literaturpreisen ausgezeichnet, unter anderem mit dem National Book Award for Young People’s Literature, es kletterte bis auf Platz 2 der amerikanischen Bestsellerlisten. Auch die Verfilmung mit Sigourney Weaver war ein großer Erfolg.
Heute lebt er mit seiner Frau Carla (geb. Askew), die er während seines Studiums an einer Grundschule kennenlernte und im Jahr 1985 heiratete, und seiner Tochter in Austin, Texas.

## Bücher
- 1976: Sideways Stories From Wayside School. Bloomsbury Publishing, London 2010, ISBN 978-1-4088-0172-7.
- 1988: Der Fluch des David Ballinger. (OT: The Boy Who Lost His Face). Dt. Taschenbuch-Verl., München 2009, ISBN 978-3-423-62429-9.
- 1996: Du bist ein Witz, Gary Boone!. Dt. Taschenbuch-Verl., München 2005, ISBN 3-423-62222-9.
- 1998: Löcher. Die Geheimnisse von Green Lake. (OT: Holes) Oldenbourg, München 2012, ISBN 3-637-01539-0.
- 2004: Bradley, letzte Reihe, letzter Platz. (OT: There’s a Boy in the Girl’s Bathroom). Dt. Taschenbuch-Verl., München 2005, ISBN 3-423-62212-1.
- 2006: Kleine Schritte. (OT: Small Steps). Berliner Taschenbuch Verlag BVT, Berlin 2007, ISBN 3-8333-5000-8.
- 2011: König, Dame, Joker. (OT: The Cardturner). bloomoon Verlag, 2011, ISBN 978-3-827-05468-5.
- 2015: Schlamm oder Die Katastrophe von Heath Cliff. (OT: Fuzzy Mud) Beltz, Weinheim 2015, ISBN 978-3-407-81199-8.

## Auszeichnungen
- 1999: ALA Best Books for Young Adults: Holes
- 1999: National Book Award in der Kategorie Jugendbuch für Holes
- 1999: Newbery Medal für Holes
- 2000: LUCHS für Holes
- 2006: JuBu Buch des Monats für Kleine Schritte